# Stoitzendorf Heide
Stoitzendorf Heide ist eine unbewohnte Katastralgemeinde der Gemeinde Eggenburg im Bezirk Horn in Niederösterreich.

## Bodennutzung
Ende 2018 waren 10 Hektar als landwirtschaftliche Flächen genutzt. Die durchschnittliche Bodenklimazahl von Stoitzendorf Heide beträgt 78,7 (Stand 2010).